# Ocinebrina piantonii
Ocinebrina piantonii is een slakkensoort uit de familie van de Muricidae. De wetenschappelijke naam van de soort is voor het eerst geldig gepubliceerd in 2008 door Cecalupo, Buzzurro & Mariani.